# Symphonia microphylla
Symphonia microphylla är en tvåhjärtbladig växtart. Symphonia microphylla ingår i släktet Symphonia och familjen Clusiaceae.

## Underarter
Arten delas in i följande underarter:
- S. m. ex
- S. m. pseudoclusioides